# Giuseppe Debs
Giuseppe Debs (* 8. Oktober 1833 in Raschiva; † 1907 in Beirut, Libanon) war Erzbischof der maronitischen Erzeparchie Beirut.

## Leben
Giuseppe Debs wurde am 11. Februar 1872 im Alter von 38 Jahren in der Erzeparchie Beirut zum Erzbischof ernannt. 1907 verstarb Erzbischof Giuseppe Debs im Alter von 73 Jahren in Beirut.